# رعنا غالبوا
رعنا غالبوا (فارسی‌ تاجیکی: Раъно Абрамовна Ғолибова) بازیگر و خواننده اپرا اهل تاجیکستان و مفتخر به عنوان هنرمند خلقی تاجیکستان بود. وی در سال ۱۹۱۵ میلادی در خوقند زاده شد و خانواده‌اش از یهودیان بخارایی بودند.

## زندگی و مرگ
پدر رعنا تهیه‌کننده تئاتر بود و از کودکی به آموزش او پرداخت. رعنا در سال ۱۹۳۴ با نویسنده معروف بخاری، گابریل سمندروف، ازدواج کرد و در سال ۱۹۳۸ با هم به استالین‌آباد (اکنون دوشنبه) کوچیدند. رعنا در آنجا حرفه تئاتر اپرا و باله را پیگیری کرد.
حین جنگ جهانی دوم، رعنا غالبوا همانند بسیاری از یهودیان بخاری در سراسر شوروی برنامه اجرا کرد و این کار را پس از جنگ نیز ادامه داد. در سال‌های پسین، او به آمریکا کوچید و در بوستون زندگی کرد تا آن که در سن ۸۰ سالگی به سال ۱۹۹۵ در این شهر درگذشت. گور او در گورستان کوه کرمل در کویینز نیویورک واقع است.